# Pinosilvina
Pinosilvina es una toxina pre-infecciosa estilbenoide (es decir, sintetizado antes de la infección), lo contrario de la fitoalexinas que se sintetizan durante la infección. Está presente en el duramen de Pinaceae. Es una fungitoxina que protege la madera de la infección por hongos. También se encuentra en Gnetum cleistostachyum.
Inyectado en ratas, la pinosilvina muestra una rápida glucuronidación y una pobre biodisponibilidad.

## Biosíntesis
Pinosilvina sintasa es una enzima que cataliza la reacción química 3 de malonil-CoA + cinamoil-CoA → 4 CoA + pinosilvina + 4 CO2
Esta biosíntesis es notable porque en la biosíntesis de plantas se emplea ácido cinámico como punto de partida que es raro en comparación con el uso más común de ácido p-cumárico. Sólo unos pocos compuestos identificados, como anigorufona y la curcumina, utilizan ácido cinámico como su molécula de inicio.